# Dedo III de Lusacia
Dedo III (en alemán: Dedo), apodado el Gordo (h. 1130 - 16 de agosto de 1190), un miembro de la casa de Wettin, fue margrave de Lusacia desde 1185 hasta su muerte. 

## Biografía
Dedo era un hijo menor del margrave Wettin Conrado I de Meissen y su esposa Lutgarda de Ravenstein. Desde 1144, administró el señorío de Groitzsch como heredero aparente del difunto conde Enrique de Groitzsch (m. 1135), y también como un hijo adoptado de su tía Berta (m. 1143), hermana de Enrique y heredera de Groitzsch. Cuando el margrave Conrado se retiró en 1156, los estados Wettin ampliados se dividieron y Dedo recibió formalmente el condado de Groitzsch y el señorío de Rochlitz, con jurisdicción sobre el obispado de Naumburgo.
Dedo participó en las cinco campañas del emperador Hohenstaufen Federico Barbarroja a Italia. En 1177, sirvió de enviado de Federico al papa Alejandro III y juró, en nombre de Federico, para defender la paz de Venecia, que terminó el cisma entre el papa y el emperador.  
De vuelta a Alemania, Dedo parece que pasó la mayor parte de su vida en Rochlitz. Como su hermano mayor el margrave Otón II de Meissen, animó el asentamiento de alemanes en su territorio. Fundó el priorato de Wechselburg como un monasterio privado, donde él y sus descendientes fueron enterrados. Junto con sus hermanos mayores Otón II de Meissen y margrave Teodorico I de Lusacia, era un leal defensor del emperador Federico en su conflicto con el duque güelfo Enrique el León.
Cuando su hermano Teodorico I, que también se llamó a sí mismo "Margrave de Landsberg", murió en 1185, Dedo heredó sus posesiones Lusacia y por nombramiento del emperador Federico le sucedió como margrave. En la disputa sucesoria en Meissen a la muerte del margrave Otón II en 1190, Dedo y sus hijos se pudieron del lado de su primo Alberto el Orgulloso.
Para lograr prepararse para la Tercera Cruzada, Dedo hizo que sus doctores intentaran una liposucción. La operación fue una chapuza, y como resultado de esto, Dedo murió el 16 de agosto de 1190.

## Matrimonio y descendencia
Dedo se casó con Matilde de Heinsberg y tuvieron seis hijos:
- Teodorico (Dietrich, antes de 13 de septiembre de 1159; – 13 de junio de 1207), conde de Sommerschenburg y Groitzsch y luego provost de Magdeburgo
- Felipe, provost de Xanten (1182-1190)
- Conrado II (después del 13 de septiembre de 1159 – 6 de mayo de 1210), margrave de Lusacia
- Enrique (m. 1174)
- Goswin (m. 1174)
- Inés (h. 1160/1165 –  24/26 de marzo de 1195)

Dedo fue el abuelo de santa Eduviges de Andechs y bisabuelo del príncipe francés Felipe Hurepel. Era también bisabuelo de Isabel de Hungría a través de Gertrudis de Merania.